# Ізобільне (Білогірський район)
Ізобі́льне (до 1945 року Тама́к; крим. Tamaq) — село Білогірського району Автономної Республіки Крим, центр Ізобільненської сільської ради. Населення — 1408 осіб за переписом 2001 року.

## Географія
Ізобільне — село на північному сході району, у степовому Криму, на правому березі річки Салгир недалеко від гирла, висота над рівнем моря — 6 м. Сусідні села: Омелянівка за 1 км на південь, Заливне за 5 км на захід та Лугове зі Степанівкою — за 5,5 км на північний захід. Відстань до райцентру — близько 23 кілометрів, там же найближча залізнична станція — Нижньогірська (на лінії Джанкой — Феодосія).

## Історія
Вперше в історичних документах назва «Тамак» зустрічається в «Списку населених місць Таврійської губернії за відомостями 1864», складеному за результатами VIII ревізії 1864 року.
Також зустрічається назва Шатилівка, за прізвищем російського дворянина Шатилова, який володів селом. Він переселив сюди зі своїх пензенських та тульських маєтків сотні кріпаків, а також відкрив Шатилівський цегельний завод.
Пізніше у склад села увійшли сусідні села Буюк-Мін та Кучук-Мін.
Наприкінці XIX століття з місцевої цегли німецькими колоністами був побудований так званий «Шатилівський» амбар.
У 1945 році Тамак був перейменований на Ізобільне, а совгосп «Тамак» у «Примор'я».

## Населення
За даними всеукраїнського перепису населення 2001 року населення території, підпорядкованій селу становило 1 408 осіб.
У 2007 році в селі було 340 дворів і мешкало 1217 осіб.
У 2000—2007 роках чисельність населення села зменшилась за рахунок міграції та природного зменшення.

## Соціальна сфера
У селі діють:
- Ізобільненська загальноосвітня школа I—III ступенів на 680 учнів[6];
- Будинок культури;
- Дитячий садок;
- Фельдшерсько-акушерський пункт;
- Відділення зв'язку.

## Визначні пам'ятки
- Поміщицькі будівлі, побудовані у 1872 році;
- Пам'ятник воїнам-односельчанам, що загинули в роки Другої світової війни;
- Вчителю Романенко, розстріляного в селі окупантами.